# AJ Lewis
Alginon Maurice Lewis-Fregeau, genannt AJ Lewis (* 9. Juni 2001 in Shorewood) ist ein US-amerikanischer Volleyballspieler.

## Karriere
Lewis begann seine Karriere an der Minooka High School. Von 2020 bis 2024 studierte er an der Lindenwood University und spielte in der Universitätsmannschaft Lions. Nach seinem Studium wechselte er 2024 zum deutschen Bundesligisten TSV Haching München.